# Forefather
I Forefather sono una band Viking Metal di Surrey, in Inghilterra. La band definisce il proprio stile Anglo-Saxon metal. Hanno contribuito, nella loro carriera, ad una canzone, Loyalty Bound, presente in una compilation Anti-Gedolf, e ad un album tributo a Burzum intitolato Wotan Mit Uns!, reinterpretando la canzone Beholding the Daughters of the Firmament.

## Storia del gruppo
I Forefather sono stati fondati dai fratelli Athelstan e Wulfstan. Il loro primo album, Deep Into Time, è stato registrato nel loro studio "The Croft" nell'agosto del 1998 e pubblicato nel marzo dell'anno seguente dalla loro etichetta Angelisc Enterprises.
L'album seguente, The Fighting Man, è stato registrato tra maggio e settembre 2000 e pubblicato ad ottobre del medesimo anno sempre dall'etichetta Angelisc Enteprises. Grazie ad un miglioramento degli impianti allo studio "The Croft", il suono era migliorato rispetto al precedente album. L'album, come scritto nel booklet, è dedicato a Harold Godwinson e a tutti gli inglesi caduti sulla Senlac Hill.
Sempre nel 2000, i Forefather pubblicarono la raccolta Legends Untold, contenente alcuni inediti e versioni demo di tracce già pubblicate.
A settembre del 2001, i Forefather rientrarono in studio per registrare il loro terzo album, Engla Tocyme, e vi uscirono a novembre dello stesso anno. Dopo un piccolo ritardo, Agelisc pubblica l'album a marzo 2002 insieme ad una re-release di Deep Into Time contenente come bonus-track These Lands.

## Discografia
Album in studio
- 1999 - Deep Into Time
- 2000 - The Fighting Man
- 2002 - Engla Tocyme
- 2004 - Ours Is the Kingdom
- 2008 - Steadfast
- 2011 - Last of the Line
- 2015 - Curse of the Cwelled
- 2017 - Tales From a Cloud-Born Land

Raccolte
- 2000 - Legends Untold

Singoli
- 2009 - Summer's Flame